# Mrs. Einstein
Mrs. Einstein is een Nederlandse vocale damesgroep die met liedjesprogramma's en theatrale programma's vanaf 1989 in Nederlandse theaters optreedt.
In 1997 vertegenwoordigde Mrs. Einstein Nederland op het Eurovisiesongfestival in Dublin met het lied Niemand heeft nog tijd. Het was geen succes. De groep kwam van de 25 deelnemers niet verder dan een gedeelde 22e plaats.
Mrs. Einstein bestaat sinds 2010 uit Saskia van Zutphen en Paulette Willemse. In 2017 sloten Marjolein Spijkers, die in de jaren negentig al meedeed, en Linda Caminita zich aan.